# Aisén (comuna)
Aisén ou Aysén, é uma comuna do Chile, capital da Província de Aisén, na Região de Aisén. Sua capital é a cidade de Puerto Aisén.
A comuna limita-se: a norte com Cisnes; a oeste com o Oceano Pacífico; a leste com Coihaique, Lago Verde e Chile Chico; e a sul com Tortel.

## Etimologia
"Aysén" provêm do nome do rio que passa por esta comuna: uma das teorias é que a palavra "Aysén" seja da Língua chono "aquele que vai para o interior"; outra sugere que seja do Idioma huilliche (variante Mapudungun), "achén", que significa "desmoronar-se"